# Bjuråkers socken

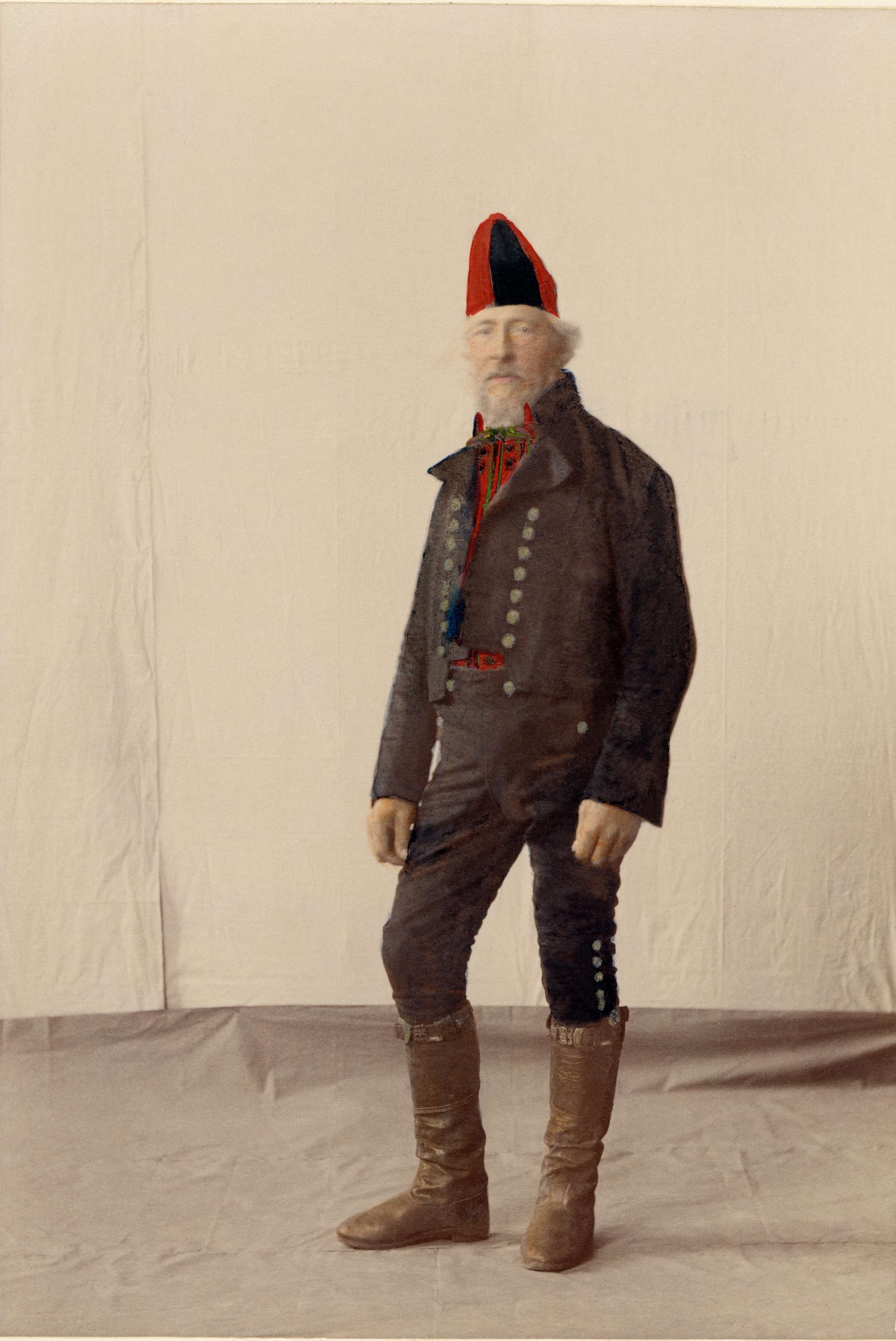
Bjuråkersdräkt

Bjuråkers socken i Hälsingland ingår sedan 1971 i Hudiksvalls kommun och motsvarar från 2016 Bjuråkers distrikt.
Socknens areal är 791,00 kvadratkilometer, varav 732,30 land. År 2000 fanns här 2 101 invånare. Tätorten Friggesund, småorterna Brännås med Brännåsens fäbodar, Ängebo, Västansjö, Hedvigsfors och Strömbacka samt kyrkbyn Bjuråker med sockenkyrkan Bjuråkers kyrka ligger i denna socken.

## Administrativ historik
Bjuråkers socken har medeltida ursprung.
Vid kommunreformen 1862 övergick socknens ansvar för de kyrkliga frågorna till Bjuråkers församling och för de borgerliga frågorna bildades Bjuråkers landskommun. Landskommunen utökades 1952 och uppgick 1971 i Hudiksvalls kommun.  Församlingen uppgick 2006 i Bjuråker-Norrbo församling.
1 januari 2016 inrättades distriktet Bjuråker, med samma omfattning som församlingen hade 1999/2000.  
Socknen har tillhört fögderier, tingslag och domsagor enligt vad som beskrivs i artikeln Hälsingland. De indelta soldaterna tillhörde Hälsinge regemente, Forssa kompani.

## Geografi
Bjuråkers socken ligger kring Svåga älv nordväst om Norra Dellen. Socknen består av odlingsbygd vid sjön och är i övrigt en höglänt sjörik skogsbygd med höjder som i Käringberget i norr når 472 meter över havet.
I byn Avholm ligger en högt belägen restaurang där gästerna kan blicka milsvida över Dellensjöarna och dess omgivningar.

## Fornlämningar
Från stenåldern finns boplatser och från järnåldern finns enstaka gravar.

## Namnet
Namnet (1479 Biörakir) innehåller förleden bjär, 'bäver' och syftar ursprungligen på en åker.

## Befolkningsutveckling
| Befolkningsutvecklingen i Bjuråkers socken 1750–1990                                                    | Befolkningsutvecklingen i Bjuråkers socken 1750–1990 | Befolkningsutvecklingen i Bjuråkers socken 1750–1990 | Befolkningsutvecklingen i Bjuråkers socken 1750–1990 | Befolkningsutvecklingen i Bjuråkers socken 1750–1990 |
| --- | ---------------------------------------------------- | ---------------------------------------------------- | ---------------------------------------------------- | ---------------------------------------------------- |
| |                                                      |                                                      |                                                      |                                                      |
| År |                                                      |                                                      | Folkmängd                                            |                                                      |
| 1750 | 1750                                                 |                                                      | 1 061                                                |                                                      |
| 1760 | 1760                                                 |                                                      | 1 254                                                |                                                      |
| 1769 | 1769                                                 |                                                      | 1 406                                                |                                                      |
| 1780 | 1780                                                 |                                                      | 1 490                                                |                                                      |
| 1790 | 1790                                                 |                                                      | 1 834                                                |                                                      |
| 1800 | 1800                                                 |                                                      | 2 076                                                |                                                      |
| 1810 | 1810                                                 |                                                      | 2 157                                                |                                                      |
| 1820 | 1820                                                 |                                                      | 2 555                                                |                                                      |
| 1830 | 1830                                                 |                                                      | 2 922                                                |                                                      |
| 1840 | 1840                                                 |                                                      | 3 182                                                |                                                      |
| 1850 | 1850                                                 |                                                      | 3 359                                                |                                                      |
| 1860 | 1860                                                 |                                                      | 3 622                                                |                                                      |
| 1870 | 1870                                                 |                                                      | 3 628                                                |                                                      |
| 1880 | 1880                                                 |                                                      | 3 754                                                |                                                      |
| 1890 | 1890                                                 |                                                      | 3 833                                                |                                                      |
| 1900 | 1900                                                 |                                                      | 3 827                                                |                                                      |
| 1910 | 1910                                                 |                                                      | 4 007                                                |                                                      |
| 1920 | 1920                                                 |                                                      | 4 200                                                |                                                      |
| 1930 | 1930                                                 |                                                      | 4 114                                                |                                                      |
| 1940 | 1940                                                 |                                                      | 4 009                                                |                                                      |
| 1950 | 1950                                                 |                                                      | 3 761                                                |                                                      |
| 1960 | 1960                                                 |                                                      | 3 653                                                |                                                      |
| 1970 | 1970                                                 |                                                      | 2 807                                                |                                                      |
| 1980 | 1980                                                 |                                                      | 2 606                                                |                                                      |
| 1990 | 1990                                                 |                                                      | 2 366                                                |                                                      |
| Anm: Källor: Umeå universitet - Tabellverket 1749-1859, Demografiska databasen, CEDAR, Umeå universitet |                                                      |                                                      |                                                      |                                                      |